# 石川進
石川 進（いしかわ すすむ、1933年7月13日 - 2012年10月29日）は、日本の男性歌手・声優・俳優。サウンドファーム音楽事務所所属。
栃木県足利市出身。独特の歌声で、1960年代から1970年代を中心に活動した。その愛らしい個性的な風貌から「キューピーちゃん」と呼ばれ親しまれた。「いってみよ～う！」がキャッチフレーズ。

## 経歴
東京薬科大学薬学部卒業。
終戦後の少年時代、近所で黒人アメリカ兵の歌うブルースに衝撃を受ける。毎日歌を聴きに足を運ぶうちに親しくなり、そのアメリカ兵からウクレレをもらう。
高校時代からプロのバンドに参加していたが、祖父の勧めで東京薬科大学薬学部に進学する。本来プロミュージシャンを目指していた石川は、大学在籍時にも積極的に音楽活動を行う。そして1953年にハワイアンバンドの『大塚竜男とパームセレナーダーズ』に参加、プロデビューする。
1958年6月に『ダニー飯田とパラダイス・キング』に参加、坂本九とのボーカルで人気を博し、この頃より「キューピーちゃん」の愛称でその後も親しまれた。
1962年に脱退しソロ活動へ。俳優、声優、テレビ番組の司会者などとしても活動を始める。
1965年、作曲家で石川の友人でもある広瀬健次郎の勧めでテレビアニメ『オバケのQ太郎』の主題歌を歌い大ヒット。1966年、第8回日本レコード大賞童謡賞を受賞した。藤子不二雄原作のアニメ主題歌としては他に『ウメ星デンカ（1969）』を担当している。1968年にはモスクワ映画賞受賞。2012年2月10日に放送された『Break Out』で『アニソンバカ一代』の著者でフリーライターのキムラケイサクが声優で最初に歌唱した人物として石川を挙げており、最初に歌ったといわれる曲は『ウルトラ怪獣音頭』と紹介されている。
1965年から日本テレビ系列で放送が開始された「おはよう!こどもショー」では司会を務める。共演のロバ君は、愛川欽也が務め、子供たちに人気を博した。この番組の中では様々な歌が歌われたが、石川進も「きゅーぴーちゃんのうた」や「ニョキニョキ節」など様々な歌を歌った。
1966年（昭和41年）から放送の『ウルトラマン』のイデ隊員役として出演が決まり撮影を開始していたが、撮影2日のみで降板し、二瓶正也に交代することになった。降板理由はスケジュールの都合とも言われるが、共演した黒部進は「出演料を知って撮影に来なくなった」と証言し、ギャラの理由もあると言われている。その後、『ウルトラマン』のイメージソング『ウルトラ怪獣音頭』の歌唱を担当することになる。
1982年に愛知県岡崎市の東岡崎駅前に石川進音楽学院を開校。
1987年7月にカラオケ喫茶を兼ねて音楽学院をラブホテルの敷地内に移転して新装オープンするも赤字続きとなり、1989年（平成元年）10月15日に暴力行為の容疑で、愛知県警察捜査4課と岡崎警察署に逮捕された。容疑は同年10月に知人2人とともに音楽学院を共同経営するラブホテル経営者を取り囲み、アイスピックをつきつけて、「経営権を放棄しろ」「殺したるで。山に連れて行って木に縛りつけたろか」と脅迫したというもの。逮捕令状が出たことを知って、身の潔白を訴えるとして10月15日に岡崎署に出頭して逮捕され、取り調べには容疑を否認していた。
その後は、原点であるハワイアンバンド『石川進&フレンズ』を結成、活動を続けていたが、2011年頃より体調を崩して入退院を繰り返し、2012年（平成24年）10月29日に胃癌と肺気腫のため死去した。79歳没。

## 人物
- 「キューピー」の愛称は、バンド時代に髪形をリーゼントにしていた頃、天然パーマのせいで額の毛が丸まり「キューピー人形」に似ていると言われ、いつの間にか浸透したとのこと。
- 『タイムボカンの歌』は、石川の吹込みを想定して創られたが、作曲者である山本正之が自ら歌うことになった。

## 作品
ダニー飯田とパラダイスキングで発売された楽曲は、ダニー飯田とパラダイスキングを参照。
- ペピト
- 月影のなぎさ
- おっしゃいましたかね
- 学生ドドンガ
- 思い出した思い出した
- キューピーマーチ
- ウメ星デンカがこんにちは（杉山佳寿子と共演）
- オバケのQ太郎
- オバQ音頭（曽我町子と共演）
- オバQ万博へ行く（ボニージャックス版「世界の国からこんにちは」のB面曲）
- 怪物くん音頭（白石冬美と共演）
- ウルトラ怪獣音頭（ウルトラマンイメージソング。1967年発売の企画盤フォノシート『テレビ人気音頭まつり』に収録され、その後1991年発売の『ウルトラ・コンピレーション I』でCD化された）
- ゴジラマーチ（東宝映画『地球攻撃命令 ゴジラ対ガイガン』主題歌）[1]
- ゆけ! ゆけ! ゴジラ（同上の副主題歌）[1]
- クルクルマンボ（おかあさんといっしょ）
- ドヒャーの計算
- きゅーぴーちゃんのうた（おはよう!こどもショー）
- クレクレタコラ
- ジングルベル（企画盤『オバQクリスマス』（日本コロムビア盤）。曽我町子、田上和枝、水垣洋子らと共演）
- ど根性ガエル
- ど根性でヤンス
- ど根性ガエル音頭
- ど根性ガエルマーチ
- パーマン2号はウキャキャのキャ（大竹宏と共演）
- ぼくらのパーマン（三輪勝恵と共演[11]）
- あか・きいろ・あお（1970年・1971年にトヨタ自動車の交通安全キャンペーンで配布された絵本『あか きいろ あお』『ママとおでかけ』付属のソノシートに収録された）
- パンダがなんだ（1975年、ひらけ!ポンキッキ CX-101）
- ゆうべのゆめは宝島（1976年、ひらけ!ポンキッキ CX-107）
- キッキンポのポンキッキ（ひらけ!ポンキッキ。1974年7月に非売品レコード「ポンキッキレコード（フェデップシリーズ）」に収録されたのがレコード初出[12]。1978年に教育セット「ことばとかず」、LP『ひらけ!ポンキッキ』C18G0003に収録）
- ブルース オブ ウィドウ
- 平成新宿音頭
- ごくろうさん（小さなスーパーマン ガンバロン）

### アルバム
- 石川進　アニソン・コレクション（2008年1月23日発売）

## 出演作品

### 劇場アニメ
- 長靴をはいた猫（1969年、東映アニメーション） - ペロ 役

### 吹き替え

#### 映画
- 紳士は金髪がお好き（ガス・エズモンド・ジュニア〈トミー・ヌーナン〉）※NET版
- 脱出（ボビー・トリップ〈ネッド・ビーティ〉）※テレビ朝日版

#### アニメ
- スーパースリー（フリー）
- ドボチョン一家の幽霊旅行（モンター）
- 秘密探偵クルクル（クルクル）
- ペネロッピー絶体絶命（ナレーション）
- 宇宙忍者ゴームズ（アツカマシー）
- スーパー6（スーパーボーイ）

### 映画
- 山のかなたに（1960年、東宝）
- アワモリ君乾杯!（1961年、東宝）
- アワモリ君西へ行く（1961年、東宝）
- 上を向いて歩こう（1962年、日活）
- 下町の太陽（1963年、松竹）
- 大笑い殿様道中（1964年、東映）
- 赤ひげ（1965年）

### テレビドラマ
- 若い季節 (1961年 - 1964年、NHK）
- 笑えば天国（1961年 - 1966年、フジテレビ）
- ひとりぼっちじゃない（1963年、NHK)
- 獣に生きる（1963年、NHK)
- 1/5の幸福（1964年、日本テレビ)
- コメディフランキーズ（1964年、TBS）- 第50回
- 青年同心隊（1964年 - 1965年、TBS） - 佐野金六
- ウルトラQ 第10話「地底超特急西へ」（1966年）- 新東京駅・西岡主任役
- 泣いてたまるか 第6話「浪花節だよ人生は」（1966年、TBS）
- オットいたゞき（1966年、NET）
  - 第1話「身から出たサビの巻」
  - 第2話「損して得取れの巻」
- 愛妻くん（1966年、TBS）- 第8回
- 雨の中に消えて（1966年、日本テレビ）
- 新吾十番勝負 第14話「大あばれ初春街道」（1967年、TBS / 松竹テレビ室）- 役人十内
- 愛妻くん 妹奥さん（1967年、TBS）
- そよ風とあいつ（1967年、日本テレビ）
- コメットさん（1967年 - 1968年、TBS）
- 続風と樹と空と（1967年、日本テレビ）
- 風（1967年 - 1968年、TBS）- 第41回
- 海を見ていたジョニー（1967年、東海テレビ）
- 桃太郎侍（1968年、日本テレビ） - 第20回
- 黒い編笠（1968年 - 1969年、朝日放送）
- せっかちネエヤ（1968年 - 1969年、フジテレビ）
- かみなり三代（1969年、日本テレビ） - 第18回
- 柳生十兵衛 （1970年、フジテレビ）
- いただき勘兵衛 旅を行く（1973年 - 1974年、NET）- 第4回
- 小さなスーパーマン ガンバロン（1977年、日本テレビ）- 西郷大造役 ※解説も担当

### 司会
- 歌まね読本（1962年-1967年、TBS）- 前期司会
- ピーコック・ショー（1963年、NET）
- どんなもんだショー（1966年-1967年、毎日放送）- 前期司会
- おはよう!こどもショー（日本テレビ）
- どんぐり音楽会（中部日本放送）
- パンチアウトボウル（1970年代、東京12チャンネル）- 倉石功と司会

### 歌手
- 2008年5月6日 BSアニメ主題歌大全集2008（NHK BS2）（収録日2008年4月24日 木） 
  - 「ど根性ガエル」、「オバケのQ太郎」を歌う。
- 2009年5月2日 BSアニメ主題歌大全集2009（NHK BS2）